# 雄獅圖書
雄獅圖書股份有限公司是一家臺灣出版社，因1970年創辦《雄獅美術》月刊起步，1996年《雄獅美術》停刊，但持續出版美術、文化相關圖書。除了發行月刊、出版專業圖書，也曾經營過「雄獅畫廊」（1984～1994）、藝術書店「雄獅美術專門店」、設立「雄獅美術新人獎」等美術獎項、成立「雄獅畫班」（1977年至今），近年建構「雄獅美術知識庫」將珍貴月刊與藝術工具書資料數位化，也成立「雄獅文創堂」推出延伸自出版之外的文創商品。

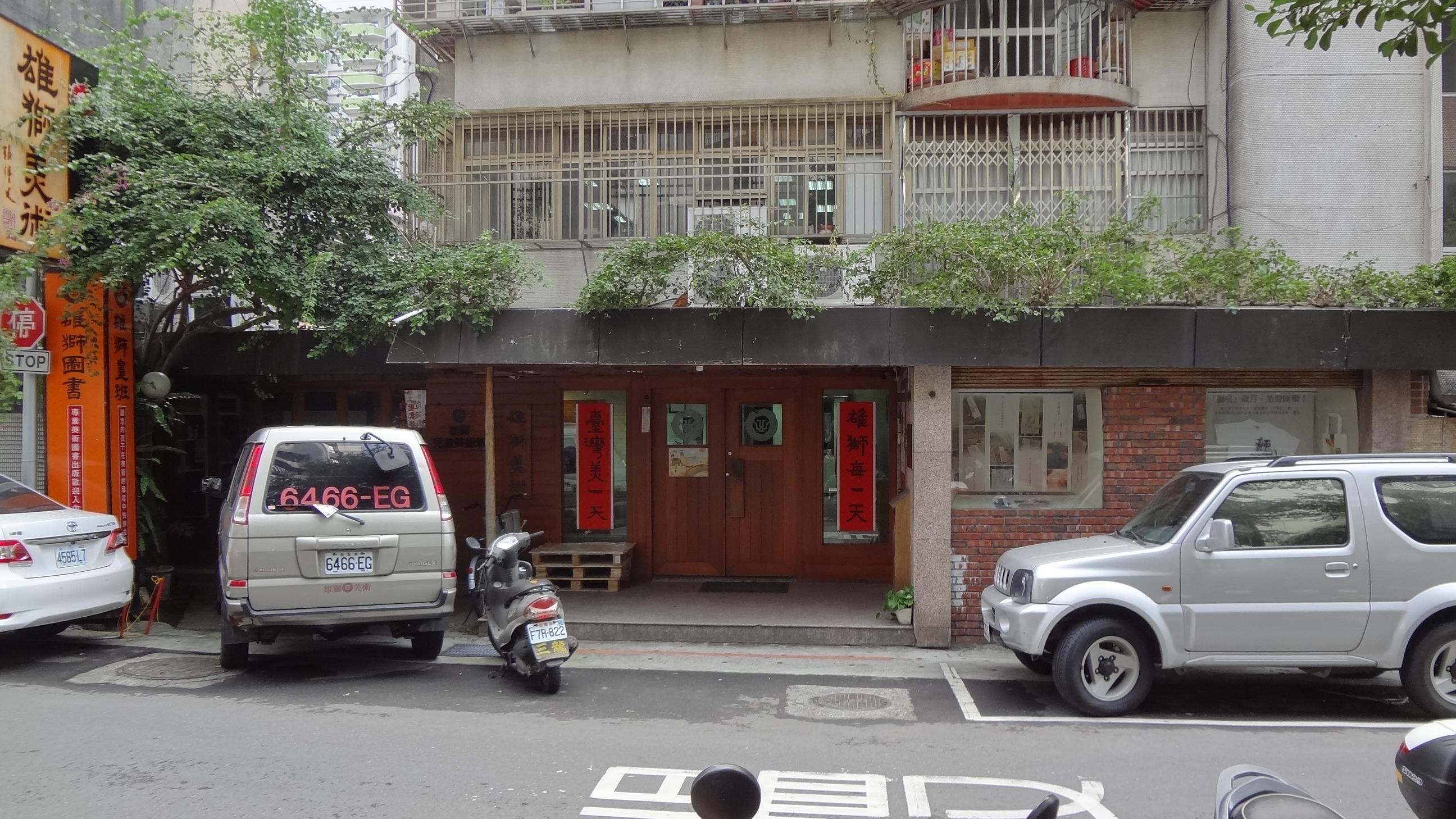
雄獅圖書總部

## 《雄獅美術》月刊
1971年3月，《雄獅美術》發行第一期，為雄獅圖書的起點。創辦人李賢文當年還僅是一個大四學生，其父那時經營的雄獅鉛筆在台灣已經有三十七年的歲月。李賢文想辦美術雜誌的念頭，也獲得其父美術界朋友的支持，父親同意他做一本能夠推廣雄獅鉛筆廠產品的刊物，第一本32開、32頁的《雄獅美術》就誕生了。發行了25年又7個月，共計307期。期間歷經不同主編的帶領，呈現月刊不同風格，也是台灣第一本「長跑型」的專業藝術月刊。

## 雄獅美術知識庫
1971年3月起，歷經25年又7個月，發行307期《雄獅美術》月刊，於1996年停刊，期間歷經多次改版。而現在，浩瀚的月刊史結合《西洋美術辭典》、《中國美術辭典》、《臺灣美術年鑑》，成為「雄獅美術知識庫」，見證臺灣四分之一世紀的臺灣美術史，也期許建構出最為完整的美術研究網路平台。

## 雄獅美術檔案資料室
1984年，建立雄獅美術檔案資料室，從月刊時期、編著六階段【臺灣前輩美術家傳記】到至今，累積了豐富的臺灣美術圖文影像資料；從早期的黑白底片、各式彩色幻燈片、前輩藝術家創作過程記錄照片到近幾年的數位照片，成為珍貴的美術寶庫，近期更致力於將早期的歷史圖像資料數位化，更符合數位化潮流的延伸應用。

## 熄燈
2023年8月4日，雄獅美術發行人李賢文透過Facebook粉專公布：「雄獅圖書歷經五十年寒暑，即將走入歷史」，並表示「沒有遺憾」。